# Anna Katharine Green
Anna Katharine Green (Brooklyn, 11 de novembro de 1846 - Buffalo, 11 de abril de 1935) foi uma poeta e escritora estadunidense. Foi uma das primeiras autoras dos Estados Unidos a escrever romances investigativos e se destacou dos contemporâneos pelos enredos bem escritos e legalmente precisos. É considerada a "mãe dos romances investigativos".

## Biografia
Anna nasceu no Brooklyn, em 1846, filha de James Wilson Green e Catharine Ann Whitney. Era a segunda filha entre as quatro crianças do casal. Sua mãe morreu quando Anne tinha apenas 3 anos. Seu pai era advogado e trabalhou em diversos casos criminais em Nova Iorque. Ainda criança e adolescente, por conta do trabalho do pai, Anne aprendeu bastante sobre lei criminal, investigação e o trabalho da polícia em crimes.
Desde cedo mostrava interesse na prosa romântica, tendo se correspondido com Ralph Waldo Emerson, escritor, filósofo e poeta estadunidense. Quando Anna não conseguiu reconhecimento como poeta, ela se dedicou a escrever ficção e em 1878 publicou o livro The Leavenworth Case, que foi um grande sucesso no ano de seu lançamento. Logo ela se tornaria uma autora best-seller, publicando mais de 40 livros.
Em 25 de novembro de 1884, ela se casou com o ator e designer Charles Rohlfs (1853 – 1936), sete anos mais novo que Anne. Charles viajo pelo país com a peça que adaptou The Leavenworth Case para o teatro. Depois que sua carreira de ator caiu no ostracismo, Charles começou a fabricar móveis, em 1897 e Anne chegou a colaborar com projetos e ideias. Juntos eles tiveram dois filhos e uma filha: Roland, Sterling e Rosamund.

## Morte
Anna morreu em sua casa em 11 de abril de 1935, em Buffalo, aos 88 anos.

## Legado e crítica
Embora The Leavenworth Case seja citado com frequência como tendo sido o primeiro romance de mistério e investigação escrito por uma mulher nos Estados Unidos, o livro The Dead Letter, de Metta Victoria Fuller Victor foi publicado primeiro, em 1866. Mas foi o trabalho de Anne que popularizou o estilo no país uma década antes de Arthur Conan Doyle escrever a primeira história de Sherlock Holmes. Para a pesquisadora do gênero, Ellen Higgins, algumas pessoas desconsideram o trabalho de Anne para não competir com um "mestre" do estilo.
Anne também leva o crédito por ter escrito histórias de detetive na forma clássica e por desenvolver o conceito de romances em série. Seu principal personagem era o detetive Ebenezer Gryce, da Polícia Metropolitana de Nova Iorque, mas em três romances ele é auxiliado por uma assistente jovem e agitada, chamada Amelia Butterworth. Ela também escreveu histórias de detetives voltadas para o público feminino, com a personagem de Violet Strange, uma debutante com uma vida secreta como detetive.
A crítica lhe dedicava boas avaliações, como o fato de trazer para seus enredos a qualidade detetivesca de Agatha Christie e Conan Doyle. Além de criar solteironas idosas e jovens detetives do sexo feminino, os dispositivos inovadores da trama de Anne incluíam cadáveres em bibliotecas, recortes de jornais como "pistas", o trabalho do legista e testemunhas especializadas, peças presentes em qualquer série contemporânea que trabalhe com investigação criminal.
Yale Law School já usou seus livros para demonstrar o risco de se confiar em provas circunstanciais em um caso criminal. Seu primeiro livro criou um debate acalorado na assembleia legislativa da Pensilvânia sobre ter ou não sido escrito por uma mulher. Anne era um caso de sucesso feminino em um meio literário dominado por homens, porém não pode ser considerada uma feminista, já que era contra o sufrágio e contra muitos ideais do feminismo.

## Obras publicadas

### Série Mr. Gryce e Amelia Butterworth
- The Leavenworth Case (1878)[3] Mr. Gryce #1 - (BR - 2019 - O Crime da Quinta Avenida)
- A Strange Disappearance (1880) Mr. Gryce #2
- The Sword of Damocles: A Story of New York Life (1881) Mr. Gryce #3
- Hand and Ring (1883) Mr. Gryce #4
- Behind Closed Doors (1888) Mr. Gryce #5
- A Matter of Millions (1891) Mr. Gryce #6
- The Doctor, His Wife, and the Clock (18951) Mr. Gryce #7. Novellette, shorter than the others
- That Affair Next Door (1897) (Amelia Butterworth I). Also Mr. Gryce #8 (BR - 2021 - O caso ao lado, com Amelia Butherworth)
- Lost Man's Lane: a Second Episode in the Life of Amelia Butterworth (1898) Also Mr. Gryce #9
- The Circular Study (1900) (Amelia Butterworth III) Also Mr. Gryce #10
- One of my Sons (1901) Mr. Gryce #11
- Initials Only (color frontispiece by Arthur Keller) (1911) Mr. Gryce #12
- The Mystery of the Hasty Arrow (1917) Mr. Gryce #13

### Outras obras de mistério
- X Y Z: A Detective Story (1883)
- The Mill Mystery (1886)
- 7 to 12: A Detective Story (1887)
- Forsaken Inn (1890)
- Cynthia Wakeham's Money (1892)
- Miss Hurd: An Enigma (1894)
- Doctor Izard (1895)
- Agatha Webb (1899)
- The Filigree Ball: Being a Full and True Account of the Solution of the Mystery Concerning the Jeffrey-Moore Affair (1903)
- The Millionaire Baby (illustrations by Arthur I. Keller) (1905)
- The Chief Legatee' (1906)
- The Woman in the Alcove (illustrations by Arthur I. Keller) (1906)
- The Mayor's Wife (illustrations by Alice Barber Stephens (1907)
- The House of the Whispering Pines (1910)
- Three Thousand Dollars (1910)
- Dark Hollow (1914)
- The Step on the Stair (1923)

### Romances não-investigativos
- The Defence of the Bride, and other Poems (1882)
- Risifi's Daughter, a Drama (1887)
- Marked "Personal", A Drama Within a Drama. (1893)
- To the Minute; Scarlet and Black: Two Tales of Life's Perplexities (1916)

### Contos e noveletas
- The Old Stone House
- A Memorable Night
- The Black Cross
- A Mysterious Case
- Shall He Wed Her
- A Difficult Problem (1900)
- The Grey Madam (1899)
- The Bronze Hand (1897)
- Midnight in Beauchamp Row (1895)
- The Staircase at the Hearts delight (1894)
- The Hermit of _____ Street (1898)
- Room Number 3
- The Ruby And The Caldron
- The Little Steel Coils
- The Amethyst Box
- The House in the Mist
- The Thief

The Golden Slipper, and Other Problems for Violet Strange, (1915), featuring:
- The Golden Slipper
- The Second Bullet
- An Intangible Clue
- The Grotto Spectre
- The Dreaming Lady
- The House of Clocks
- The Doctor, His Wife, and the Clock *shorter version of the novella.
- Missing: Page Thirteen
- Violet's Own